# Église Saint-Martin de Champigny
L'église de Champigny est une église paroissiale, placée sous le vocable de Saint-Martin, située à Champigny, située dans le département de l'Yonne, en France.

## Historique
L'édifice est inscrit au titre des monuments historiques en 1926.